# Liste der Bodendenkmäler in Markt Schwaben
Auf dieser Seite sind die Bodendenkmäler in dem oberbayerischen Markt Markt Schwaben zusammengestellt. Diese Tabelle ist eine Teilliste der Liste der Bodendenkmäler in Bayern. Grundlage ist die Bayerische Denkmalliste, die auf Basis des Bayerischen Denkmalschutzgesetzes vom 1. Oktober 1973 erstmals erstellt wurde und seither durch das Bayerische Landesamt für Denkmalpflege geführt wird. Die folgenden Angaben ersetzen nicht die rechtsverbindliche Auskunft der Denkmalschutzbehörde.

## Bodendenkmäler in Markt Schwaben

### Bodendenkmäler in der Gemarkung Markt Schwaben
| Lage                                        | Objekt | Akten-Nr.     | Bild           |
| ------------------------------------------- | --- | ------------- | -------------- |
| Markt Schwaben (Standort)                   | Siedlung der späten Latènezeit und des Mittelalters. | D-1-7737-0001 |                |
| Markt Schwaben (Standort)                   | Körper- und Tuffplattengräber des frühen Mittelalters. | D-1-7837-0036 |                |
| Markt Schwaben Schloßplatz 1 (Standort)     | Untertägige mittelalterliche und frühneuzeitliche Befunde im Bereich des ehemaligen Schlosses von Markt Schwaben und seiner Vorgängerbauten.                          | D-1-7837-0138 |                |
| Markt Schwaben (Standort)                   | Abgegangene Kirche des späten Mittelalters und der frühen Neuzeit (Pfarrkirche St. Philipp und Jakob bzw. St. Margaret in Markt Schwaben) mit aufgelassenem Friedhof. | D-1-7837-0139 |                |
| Markt Schwaben Erdinger Straße 1 (Standort) | Untertägige frühneuzeitliche Befunde im Bereich der Katholischen Pfarrkirche St. Margaret in Markt Schwaben. Siehe auch: St. Margaret (Markt Schwaben)                | D-1-7837-0140 | weitere Bilder |

### Bodendenkmäler in der Gemarkung Pliening
| Lage                | Objekt                                | Akten-Nr.     | Bild |
| ------------------- | ------------------------------------- | ------------- | ---- |
| Pliening (Standort) | Viereckschanze der späten Latènezeit. | D-1-7837-0195 |      |